# Mahendra Chaudhry
Pour les articles homonymes, voir Chaudhry.
Mahendra Pal Chaudhry (1942-) est un homme d'État fidjien. Il est surtout connu pour avoir été Premier ministre de mai 1999 à mai 2000. Il est le premier Indo-Fidjien (Fidjien d'origine indienne) à accéder à ce poste, et est renversé par un coup d'État en 2000. Il est l'actuel chef du Parti Travailliste Fidjien. Il est également secrétaire général de l'Union nationale des fermiers.
Dans un pays à majorité chrétienne, où les appartenances ethnique et religieuse sont importantes en politique, Chaudhry est de confession hindoue.

## Carrière

### Débuts
Outre sa carrière politique, Chaudhry a eu une carrière syndicale. En 1963, il devient secrétaire général de l'Association du service public fidjien (Fiji Public Service Association), et devient le meneur de la toute première grève des fonctionnaires aux Fidji.
En 1985, il participe à la création du Parti Travailliste. Cette même année, le parti choisit Chaudhry comme son candidat dans une élection locale précépitée par la démission du député Vijay Singh. Chaudhry est battu de peu (204 voix).

### 1987: entrée au gouvernement
En 1987, Chaudhry est élu député pour la première fois, et est nommé ministre des Finances par le nouveau Premier Ministre Timoci Bavadra. Le gouvernement est renversé par un coup d'État un mois plus tard.

### 1991: chef du Parti travailliste
En 1991, il devient chef du parti, dans un contexte politique difficile. En effet, la nouvelle Constitution promulguée l'année précédente, par le gouvernement issu du coup d'État nationaliste indigène de 1987, restreint l'accès des Indo-Fidjiens à la Chambre des représentants, au Sénat et à tout poste de haut fonctionnaire. Le Parti travailliste décide de boycotter l'élection de 1992, puis se ravise, et est mené par Chaudhry. Il remporte 13 des 27 sièges réservés aux Indiens.
Chaudhry prend alors une décision très controversée. Il apporte son soutien à Sitiveni Rabuka, l'auteur du coup d'État (et partisan de la suprématie indigène en politique), en échange de la promesse faite par Rabuka de revoir le contenu discriminatoire de la Constitution. Rabuka ne tint pas parole, et les électeurs infligèrent une correction à Chaudhry : le Parti travailliste perdit 6 de ses 13 sièges lors de l'élection de 1994.
En 1997, une nouvelle Constitution vit toutefois le jour, avec le soutien tardif de Rabuka, et abrogea l'essentiel du contenu discriminatoire.
Chaudhry forgea une coalition formée du Parti travailliste et de trois partis dirigés par des indigènes, contribuant ainsi à transcender les traditionnels clivages ethniques en politique.

### 1999-2000: Premier ministre
La coalition menée par Chaudhry sut attirer un nombre suffisant d'électeurs indigènes pour remporter l'élection législative de 1999, et obtint 58 des 71 sièges dans la Chambre des représentants. Le Parti travailliste à lui seul remporta une majorité absolue de sièges (37). Chaudhry devint Premier ministre, et tenta d'apaiser les craintes d'une partie de la population indigène en nommant des indigènes à la plupart des postes de son gouvernement.
Des nationalistes indigènes commencèrent une campagne d'incitation à la peur, ciblant les communautés indigènes rurales et faisant courir la rumeur selon laquelle Chaudhry et « les Indiens » comptaient exproprier les terres indigènes. Il s'agissait là d'un mensonge éhonté, d'autant plus que la Constitution protège la propriété foncière indigène, et que toute législation dans ce domaine nécessite l'accord de 9 des 14 chefs indigènes qui siègent au Sénat.
Le 19 mai 2000, un an jour pour jour après l'élection, George Speight fait irruption au Parlement à la tête d'une milice armée, et prend Chaudhry en otage.
Le 27 mai, le président Ratu Sir Kamisese Mara démet Chaudhry de ses fonctions, au vu de son incapacité (pour cause de force majeure) à les exercer. Deux jours plus tard, le commodore Frank Bainimarama, chef des armées, prend le pouvoir, décrète la loi martiale, et tente de négocier la libération des otages. Speight réclame le retour d'une législation garantissant la suprématie politique des indigènes, pour qu'un Indo-Fidjien ne puisse jamais plus accéder au poste de Premier ministre.
Le 4 juillet, Laisenia Qarase prend la tête d'un « gouvernement de transition », avec l'accord de Bainimarama.
Chaudhry est enfin relâché le 13 juillet, à la suite d'une promesse d'amnistie faite à Speight par Bainimarama. Cette promesse ne sera pas tenue. Chaudhry ne ré-intègre pas ses fonctions ; Qarase demeure au poste de Premier ministre.

### Élections de 2001 et de 2006
Chaudhry continue de diriger le Parti travailliste, et se présente aux élections législatives de 2001. Il est battu, et Qarase maintient son poste de Premier ministre. Conformément à la Constitution, Qarase doit décerner près de la moitié des postes de ministres au principal parti d'opposition, c'est-à-dire les travaillistes. Chaudhry réclame une place au gouvernement. Qarase, qui s'appuie sur des ministres nationalistes indigènes et sur le soutien de l'Alliance Conservatrice proche de Speight, refuse. S'ensuit une bataille juridique. Les tribunaux donnent raison à Chaudhry, mais Qarase persiste dans son refus d'accorder une place de ministre au chef de l'opposition.
Chaudhry mène le Parti travailliste lors de l'élection de 2006, et est à nouveau battu.

### Participation au gouvernement de transition en 2007
En décembre 2006, Frank Bainimarama renverse le gouvernement Qarase, l'accusant de racisme anti-indo-fidjien et d'avoir attisé les tensions inter-ethniques. Un gouvernement de transition est proclamé en janvier 2007, et Chaudhry devient ministre des Finances. Il déclare soutenir la volonté de Bainimarama d'amender les institutions politiques « racistes » du pays, et de combattre la discrimination contre les Indo-Fidjiens.

### Opposition au gouvernement de transition
En août 2008, les trois membres travaillistes du gouvernement, dont Chaudhry, démissionnent ensemble, déclarant qu'ils souhaitent se préparer aux élections qui doivent avoir lieu l'année suivante.
Chaudhry devient alors bien plus critique à l'égard de Bainimarama, déclarant à plusieurs reprises qu'il est important d'avancer de manière concrète vers une restauration de la démocratie. En avril 2009, le président de la République, Josefa Iloilovatu, abroge la Constitution et confère à Bainimarama un mandat de cinq ans à la tête du gouvernement. Les médias sont censurés pour la première fois depuis le coup d'Etat. Chaudhry s'exprime alors, malgré la censure, pour dénoncer l'abrogation « tragique et malencontreuse » de la Constitution, ainsi que la politique « dictatoriale » de Bainimarama. Il affirme qu'il est impératif de préparer une restauration rapide de la démocratie, par le biais de dialogues entre les principaux partis, y compris le Soqosoqo Duavata Ni Lewenivanua de Qarase.
En octobre 2010, il est arrêté pour avoir tenu une réunion avec des fermiers, en violation des décrets du gouvernement interdisant les réunions publiques. Il est, à ce stade, devenu « l’une des principales figures d’opposition » au gouvernement Bainimarama.
Il mène le Parti travailliste aux élections de septembre 2014, censées restaurer la démocratie. Les travaillistes, concurrencés notamment par un Parti démocrate populaire fondé par les syndicats et par des travaillistes dissidents, est balayé. Avec 2,4 % des voix, il n'a aucun élu ; Mahendra Chaudhry n'obtient pas de siège au Parlement,.

### Depuis 2014
Sous sa direction, le Parti travailliste obtient 0,6 % des voix aux élections de 2018, et 2,7 % aux élections de 2022, n'obtenant aucun siège.
Le 14 mai 2023, jour de commémoration de l'arrivée aux Fidji des premiers travailleurs indiens sous statut d’indenture en 1879, durant la période coloniale, le Premier ministre Sitiveni Rabuka demande pardon pour avoir mené les coups d'État de 1987. Par la même occasion, l'Église méthodiste des Fidji demande pardon pour avoir soutenu les coups d'État anti-indiens de 1987 et de l'an 2000. Les trois plus hauts chefs autochtones coutumiers du pays, Ro Teimumu Kepa, Ratu Epenisa Cakobau et Ratu Naiqama Lalabalavu, demandent également pardon. Invité à une cérémonie de réconciliation, Mahendra Chaudhry accepte les excuses offertes, rappelle les souffrances endurées par les citoyens d'ascendance indienne lors des violences qui ont accompagné ces coups d'État, et demande que le processus de réconciliation se poursuive avec des « mesures concrètes » pour prémunir la société fidjienne de violences racistes similaires à l'avenir. Timoci Bavadra, le Premier ministre travailliste renversé en 1987, est pour sa part mort d'un cancer en 1989,,.